# Hurt (píseň, Nine Inch Nails)
„Hurt“ je píseň napsaná Trentem Reznorem, poprvé vydaná v roce 1994 na albu The Downward Spiral skupiny Nine Inch Nails. Johnny Cash nahrál cover verzi v roce 2003. Videoklip Cashovy coververze režíroval Mark Romanek. Videoklip získal v roce 2004 Grammy a podle britského hudebního magazínu NME jde o nejlepší videoklip všech dob.